# Jean-Marc Barr

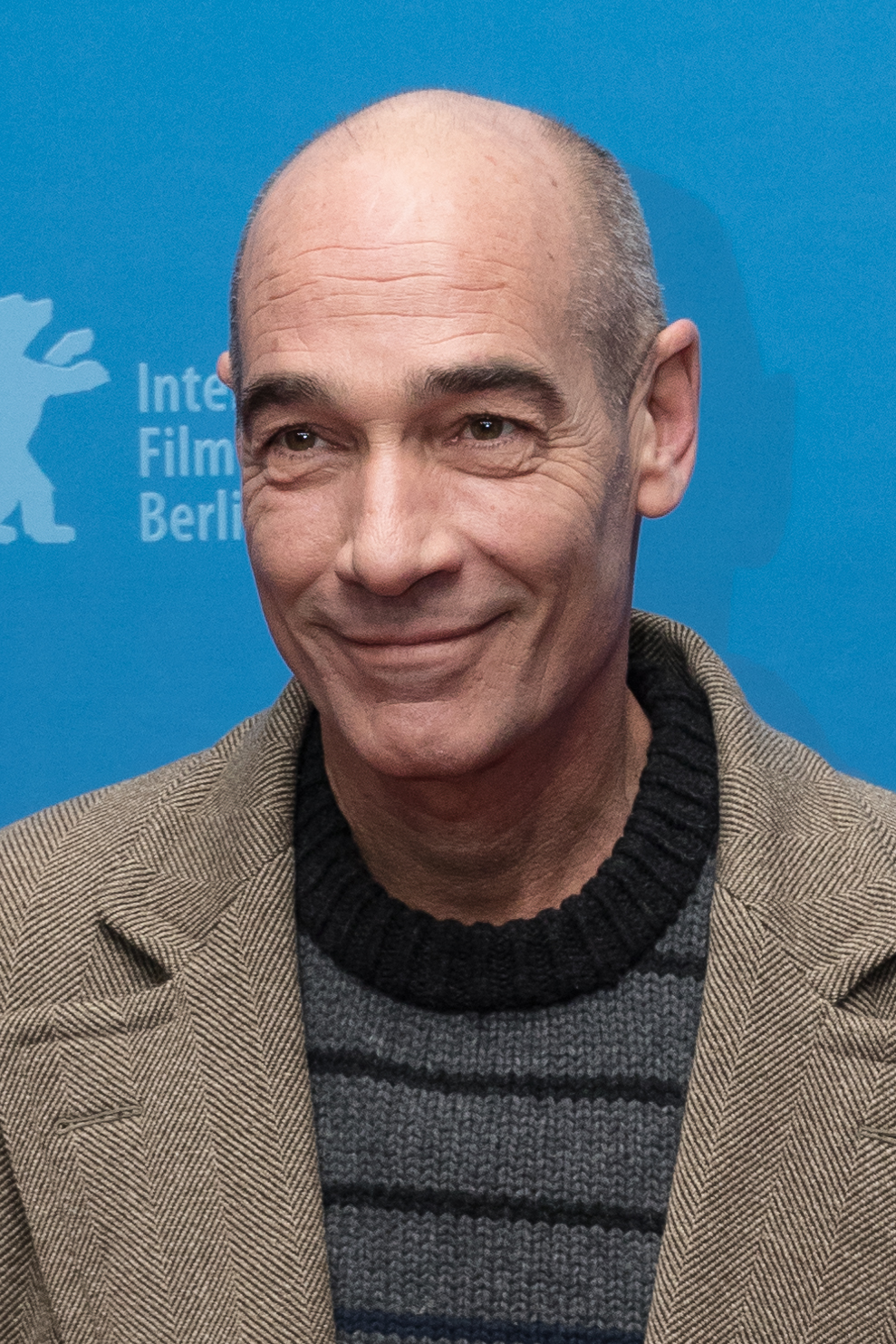
Jean-Marc Barr auf der Berlinale 2018

Jean-Marc Barr (* 27. September 1960 in Bitburg, Deutschland) ist ein französisch-amerikanischer Schauspieler, Regisseur, Produzent und Drehbuchautor. Einem weltweiten Publikum wurde er 1989 durch seine Hauptrolle in Luc Bessons Unterwasserepos Im Rausch der Tiefe bekannt.

## Leben

### Kindheit und Studium
Jean-Marc Barr wurde 1960 im rheinland-pfälzischen Bitburg geboren. Er hat eine Schwester. Seine Kindheit verbrachte er bis zum Alter von sieben Jahren in Deutschland, danach zog die Familie kurz in die Vereinigten Staaten, wo sie erst die Route 66 bereisten und später in Virginia lebten. Geprägt war Jean-Marc Barrs Familienleben von der ständigen Abwesenheit seines US-amerikanischen Vaters Harold, der für die US Air Force in zwei Kriegen diente und später unter US-Präsident Richard Nixon zum Sicherheitschef der Air Force One avancierte. Als sein Vater wegen des Vietnamkriegs in Südostasien diente, ging die Mutter mit den Kindern 1968 ins französische Montreuil.
Seine Mutter Madeleine ist französischer Abstammung und zwanzig Jahre jünger als ihr Ehemann. Als Barrs Vater aus dem Vietnam-Krieg heimkehrte, siedelt die Familie 1974 ins kalifornische San Diego über. Mit 17 Jahren begann Barr eine Ausbildung zum Priesterschüler, beendete diese jedoch nach nur vier Monaten. Auf Wunsch seines Vaters sollte Barr Karriere bei der US Air Force machen. Doch es zog ihn nicht zum Militär. Stattdessen schrieb er sich an einer nordkalifornischen Universität ein und studierte Philosophie.

### Arbeit als Schauspieler
1980 ging Jean-Marc Barr nach Paris, wo er sein Studium an der Sorbonne weiterführte. Zwei Jahre später zog er nach London, um erste Erfahrungen als Schauspieler zu sammeln. Er schloss sich einer Theatergruppe an und war in englischsprachigen Shakespeare-Produktionen zu sehen, bevor er den letzten schauspielerischen Schliff an der renommierten Guildhall School of Music and Drama erhielt. 1986 verließ Barr England und zog wieder nach Frankreich zurück.
Sein Filmdebüt gab Jean-Marc Barr 1984 in Brian Gilberts Romantikfilm Der Märchenprinz. Ein Jahr später war er in Bruce Beresfords misslungenem Film König David (1985) zu sehen. In dem britisch-amerikanischen Abenteuerfilm, in dem Richard Gere die Titelrolle des israelischen Königs David bekleidete, übernahm Barr die Rolle des Davidsohns Abschalom, der seinen Vater zu stürzen versuchte.
Am Pariser Theatre Gerard Philippe in Saint-Denis feierte Barr anschließend mit Friedrich Schillers Drama Die Verschwörung des Fiesko zu Genua sein erstes Bühnenengagement, daneben war er in diversen Fernsehfilmen zu sehen. 1987 bekam er einen größeren Part in John Boormans Tragikomödie Hope and Glory. In dem semiautobiografischen Werk, das zur Zeit des Zweiten Weltkriegs in London spielt, war er in der Rolle des Kapitänlieutenants Bruce Carrey zu sehen.

### Höhepunkt seiner Karriere
1988 folgte die Zusammenarbeit mit dem Regisseur Luc Besson und damit auch seine erste Hauptrolle. In Bessons märchenhaft anmutendem Drama Im Rausch der Tiefe verkörperte er den wortkargen Einzelgänger Jacques Mayol, der an den gleichnamigen französischen Rekordtaucher angelehnt ist. Barr lieferte sich in dem Film ein packendes Duell um den Freitauch-Weltrekord mit Jean Reno, der Jacques’ italienischen Kontrahenten Enzo darstellte. Halb Mensch, halb Delfin war Jacques hin- und hergerissen zwischen der irdischen Liebe zu Johana (gespielt von Rosanna Arquette) und dem Ruf seines maritimen Paradieses. Der Konflikt gipfelte in einem unvergesslich dunklen und märchenhaften Ende. „Neun Monate haben wir gedreht, und ich bin zweimal fast ertrunken. Dieser Film hat mein Leben verändert“, so Barr, der durch Luc Bessons Drama über Nacht in Frankreich zum Star sowie zum Idol zahlreicher Teenager wurde. Für seine schauspielerische Leistung wurde er ein Jahr später, neben so etablierten Mimen wie Jean-Paul Belmondo, Gérard Depardieu oder Daniel Auteuil, als Bester Hauptdarsteller für den César nominiert, das französische Äquivalent zum Oscar.
Obwohl Kritiker dem charismatischen Schauspieler eine internationale Karriere im Filmgeschäft voraussagten, konnte Jean-Marc Barr trotz vielfacher Anstrengungen nicht mehr an den Erfolg von Luc Bessons Unterwasser-Epos anknüpfen. In der Folgezeit wurde er in Frankreich nur noch mit der Rolle des tapsigen Jacques identifiziert und hielt sich deshalb für mehrere Jahre vom Film fern. In der Zwischenzeit spielte er Theater in London, u. a. inszenierte Sir Peter Hall mit ihm eine Tennessee-Williams-Inszenierung an der Seite von Vanessa Redgrave.

### Zusammenarbeit mit Lars von Trier
Jean-Marc Barr griff erst 1991 wieder seine Filmkarriere auf, als er in Lars von Triers Thriller Europa die Hauptrolle übernahm. In dem düsteren, teilweise am Film Noir angelehnten Werk spielte Barr die Rolle des Leopold Kessler, eines jungen amerikanischen Pazifisten deutscher Abstammung, der im Jahr 1945 nach Deutschland reist, um beim Wiederaufbau des Landes zu helfen, eine Anstellung als Schlafwagenschaffner bei der Zentropa-Eisenbahngesellschaft bekommt und bald die Bekanntschaft mit der trägen, aber subversiven Welt von Katharina Hartmann macht, der Tochter des Eisenbahnmagnaten, für den Kessler arbeitet. Der Film, abwechselnd in Schwarz-Weiß und in Farbe gedreht, begründete einen neuen Karriereabschnitt in Jean-Marc Barrs schauspielerischem Schaffen, und es entstand eine intensive Zusammenarbeit mit Lars von Trier. Der dänische Regisseur engagierte den Schauspieler in seinen Filmen fortan in diversen Nebenrollen. 1996 agierte Barr in von Triers Breaking the Waves an der Seite von Emily Watson und Stellan Skarsgård als Techniker auf einer Ölbohrplattform. 2000 spielte er neben Björk und Catherine Deneuve in Dancer in the Dark, drei Jahre später war er in Dogville einer der Gangster in den Reihen von James Caan, der Nicole Kidman gewaltsam aus der Gefangenschaft in einem US-amerikanischen Bergdorf befreit. Dazwischen war er in der Albert-Camus-Adaption Die Pest (1992), Nicole Garcias Familiendrama Der Lieblingssohn (1994) sowie in Harry Hooks historischem Abenteuerfilm St. Ives – Alles aus Liebe (1998) zu sehen. 2005 brillierte Barr in der französischen Komödie Meeresfrüchte in der Nebenrolle des schwulen Klempners Didier und arbeitete in Manderlay und The Boss of It All zum fünften und sechsten Mal mit Regisseur Lars von Trier zusammen. 2007 folgte die Titelrolle in dem Serien-Pilotfilm Martin Paris – Magier des Verbrechens, in dem er als extrovertierter Illusionist versucht, die entführte Tochter eines Waffenhändlers wieder aufzuspüren. 2013 trat Barr in von Triers Filmdrama Nymphomaniac auf.

### Karriere als Regisseur

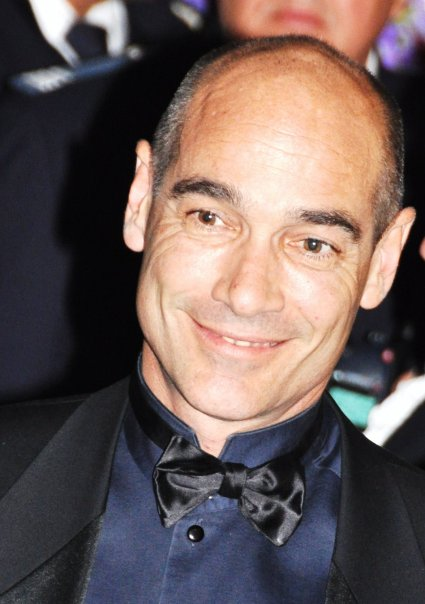
Jean-Marc Barr (2002)

Im Jahr 1999 entschloss sich Jean-Marc Barr auf Anraten Lars von Triers, selbst ins Regiefach zu wechseln. Mit Lovers folgte er den vom dänischen Regisseur festgelegten Regeln des Dogma 95, mit der ein neuer Realismus im Film erreicht werden sollte. Lovers, den Barr zusammen mit seinem französischen Landsmann Pascal Arnold produzierte, bei dem er Regie führte, das Drehbuch schrieb und auch als Kameramann fungierte, erzählt die schlichte Liebesgeschichte zwischen dem jugoslawischen Maler Dragan, der sich illegal in Frankreich aufhält, und der Pariser Buchhändlerin Jeanne. Für die Hauptrollen verpflichtete Barr Sergej Trifunovic und Élodie Bouchez, mit der er 1998 in der französischen Tragikomödie J’aimerais pas crever un dimanche vor der Kamera stand.
Zwar verwendete Barr entgegen den Dogma-Regeln Videomaterial und unterlegte die Bilder mit Musik, doch sein Regiedebüt war der erste Dogma-Film eines Nicht-Skandinaviers, und er wurde beim Filmfestival Cottbus für junges osteuropäisches Kino mit dem FIPRESCI-Preis ausgezeichnet. Die geplante Trilogie über Liebe und Freiheit, die Barr und Arnold mit Lovers begonnen haben, schlossen sie 2001 mit Too Much Flesh und Being light ab. In den beiden Filmen, die fernab der Dogma-Regeln gedreht wurden, vertraute Barr beide Male auf Lovers-Hauptdarstellerin Élodie Bouchez und spielte selbst die männliche Hauptrolle. 2004 drehte Jean-Marc Barr erneut unter Mitwirken Pascal Arnolds das Drama Without Love mit u. a. Geraldine Chaplin und Kathleen Turner in den Hauptrollen. Auch an diesem Projekt war Barr als Darsteller beteiligt.

### Späteres Werk
2013 übernahm Jean-Marc Barr in Michael Polishs Adaption von Jack Kerouacs Roman Big Sur die Hauptrolle des Beat-Schriftstellers.
Seine Hauptrolle in Andrew Kotatkos Kurzfilm Whoever Was Using This Bed brachte ihm 2016 zahlreiche Preise für seine darstellerische Leistung ein. Von 2018 bis 2020 trat Barr in der deutsch-luxemburgischen Fernsehserie Bad Banks als Banker Robert Khano auf.
Jean-Marc Barr, der 1995 von der britischen Filmzeitschrift Empire Magazine auf Platz 82 der hundert erotischsten Stars in der Filmgeschichte gewählt wurde, ist seit 1993 mit der jugoslawischen Pianistin Irina Decermic verheiratet, die alle seine Regiearbeiten vertont hat.

## Filmografie

### Schauspieler (Auswahl)
- 1984: Der Märchenprinz (The Frog Prince)
- 1985: König David (King David)
- 1987: Hope and Glory
- 1988: Im Rausch der Tiefe (Le grand bleu)
- 1990: Höllenglut (Le brasier)
- 1991: Europa
- 1992: Die Pest (La peste)
- 1994: Les faussaires
- 1994: Der Lieblingssohn (Le fils préferé)
- 1994: Iron Horsemen
- 1995: Für Ehre und Vaterland (Marciando nel buio)
- 1996: L’echappée belle
- 1996: Breaking the Waves
- 1996: Tötet meine Tochter nicht! (Lifeline, Fernsehfilm)
- 1996: Mo’
- 1997: Die Untreuen (Les infidèles, Fernsehfilm)
- 1998: The Scarlet Tunic
- 1998: Verrückt nach ihr (Folle d’elle)
- 1998: Préférence
- 1998: Ça ne se refuse pas
- 1998: J’aimerais pas crever un dimanche
- 1998: St. Ives – Alles aus Liebe (St. Ives)
- 2000: Dancer in the Dark
- 2000: Too Much Flesh
- 2001: Being Light
- 2002: Les fils de Marie
- 2002: Red Siren (La Sirène rouge)
- 2003: Dogville
- 2003: Saltimbank
- 2003: Eine Affäre in Paris (Le divorce)
- 2003: Les clefs de bagnole
- 2004: CQ2 (Seek You Too)
- 2005: Meeresfrüchte (Crustacés et coquillages)
- 2005: Manderlay
- 2005: Ein Haus in Irland (Tara Road)
- 2006: The Boss of It All (Direktøren for det hele)
- 2007: Martin Paris – Magier des Verbrechens (Martin Paris, Fernsehfilm)
- 2008: Baby Blues
- 2008: Die Frau des Anarchisten
- 2008: Parc
- 2008: La maison Nucingen
- 2009: Making Plans for Lena (Non ma fille, tu n’iras pas danser)
- 2010: La cité
- 2011: Les yeux de sa mère
- 2011: XIII – Die Verschwörung (XIII, Fernsehserie, 2 Folgen)
- 2011: American Translation – Sie lieben und sie töten (American Translation)
- 2011: Le repaire de la vouivre (Miniserie, 4 Folgen)
- 2011: Rendezvous in Belgrad (Praktičan vodič kroz Beograd sa pevanjem i plakanjem)
- 2011–2016: Deux flics sur les docks (Fernsehserie, 12 Folgen)
- 2012: Savage Nights – Unerfüllte Begierde (E la chiamano estate)
- 2013: Big Sur
- 2013: Manhattan Romance
- 2013: Vandal
- 2013: Nymphomaniac
- 2014: Le Dernier Mirage
- 2015: WAX: We are the X
- 2016: Whoever Was Using This Bed (Kurzfilm)
- 2017: uk18
- 2017: Grain – Weizen (Bugday)
- 2017: Born Again Dead
- 2018: Ein Wunder (Il Miracolo, Fernsehserie, 1 Folge)
- 2018: The Call (Kurzfilm, Sprechrolle)
- 2018: The Cellar
- 2018–2020: Bad Banks (Fernsehserie, 12 Folgen)
- 2020: Little Birds (Fernsehserie, 6 Folgen)
- 2020: Die Rolle meines Lebens (Garçon chiffon)
- 2020: The Fourth Wall (Kurzfilm)
- 2021: Kralj (Fernsehserie, 3 Folgen)
- 2021: Aleksandar od Jugoslavije
- 2021: Cicha ziemia
- 2021: Das Seil (La corde, Fernsehserie, 3 Folgen)
- 2023: The Pod Generation

### Regisseur
- 1999: Lovers
- 2000: Too Much Flesh
- 2001: Being Light
- 2004: Without Love
- 2006: Jedem seine Nacht (Chacun sa nuit)
- 2011: American Translation – Sie lieben und sie töten (American Translation)
- 2012: Frankreich privat – Die sexuellen Geheimnisse einer Familie (Chroniques sexuelles d’une famille d’aujourd’hui, Co-Regie mit Pascal Arnold)
- 2023: Die Unfolgsamen (Les indociles)

## Auszeichnungen und Nominierungen
- 1989: César-Nominierung als Bester Hauptdarsteller für Im Rausch der Tiefe
- 1999: Filmfestival Cottbus – FIPRESCI-Preis für Lovers
- 2005: Europäischer Filmpreis – Nominiert für den Publikumspreis als Bester Darsteller für Meeresfrüchte